# Philippe Jordan
Philippe Jordan (Zürich, 1974. október 18. – ) svájci karmester és zongoraművész.

## Élete, munkássága
Jordan svájci művészcsaládból származik: Armin Jordan híres karmester és Käthe Herkner balett-táncos gyermekeként született 1974-ben. Gyermekkorában zongorázni és énekelni tanult, majd a Zürichi Fiúkórusban énekelt, fellépett a Zürichi Operaház Varázsfuvola-előadásában. Később hegedűórákat is vett. Felsőfokú zenei tanulmányait 1990-ben a Zürichi Konzervatóriumban kezdte meg, zongorát és zeneelméletet tanult, de apja mellett karmesteri gyakorlatokat is végzett. Ebben az időszakban apján kívül több más karmester (például Marc Tardue és Jeffrey Tate) mellett is közreműködött különböző művek színpadra állításában. Az iskolát 1994-ben fejezte be.
Végzése után, mindössze 20 éves korában az ulmi Staadtheaterben James Allen Gähres vezető karmester asszisztense lett, majd 1996-ban első Kapellmeisterré nevezték ki. Karmesterként Jule Styne Funny Girl című musicaljével debütált. Ezt követően ő irányította Engelbert Humperdinck Jancsi és Juliska, Carl Zeller A madarász, Leoš Janáček Jenůfa és Gaetano Donizetti Don Pasquale című műveinek új produkcióit. 1998 és 2001 között Daniel Barenboim asszisztense volt a berlini Staatsoper Unter den Lindenben. Ott Darius Milhaud Kolumbusz Kristóf című operájával mutatkozott be, majd sorra vezényelte a futó repertoárdarabokat, köztük Mozart Don Giovanni, Figaro házassága, A varázsfuvola, Rossini A sevillai borbély, Richard Strauss A rózsalovag, Verdi Falstaff, Otello, valamint Weber A bűvös vadász című műveit. 2001 és 2004 között a Grazi Opera és a Szimfonikus Zenekar vezető karmestere volt. Karrierje ezután is töretlenül emelkedett: a 2001/2002-es évadban mutatkozott be Amerikában: a Houstoni Nagyoperában Saint-Saëns Sámson és Deliláját vezényelte, de fellépett Glyndebourne-ben is, a Carmennel. A következő évadban debütált a Metropopolitan-ben (ifj. Johann Strauss: A denevér) és a Covent Gardenben (Mozart: A varázsfuvola).
2004-ben távozott grazból, de ezt követően is aktív maradt mind az operaházakban, mind a koncerttermekben. Vendégkarmesterként fellépett többek között a Berlini Filharmonikus Zenekarral és a Bécsi Filharmonikusokkal. 2007-ben a New York-i Filharmonikusok élén Smetana, Dvořák és Beethoven műveinek programjában működött közre. 2009 és 2021 júliusa között nagy kritikai sikerrel dolgozott Párizsban, ahol az Opéra national de Paris zenei igazgatója volt. Számos premiert és felújítást vezényelt, többek között Arnold Schönberg: Mózes és Áron, Hector Berlioz Faust elkárhozása, Richard Strauss: A rózslovag, a Saint-Saëns: Sámson és Delila, Richard Wagner: Lohengrin, Verdi: Don Carlos francia eredeti változata, Berlioz: A trójaiak és Wagner: A Nibelung gyűrűje. 2012 nyarán debütált a Bayreuthi Ünnepi Játékokon a Parsifallal. 2014 és 2020 között a Bécsi Szimfonikusok vezető karmestere is volt. Emlékezetes volt Schubert szimfóniáinak, Beethoven szimfóniáinak és zongoraversenyeinek, Bach nagy miséinek és oratóriumainak, Anton Bruckner szimfóniáinak, Kurtág György, Ligeti György és Giacinto Scelsi műveinek műsorra tűzése a Musikvereinben. 2020 szeptemberében a bécsi Staatsoper zenei igazgatója lett. Első ottani évadában bemutatta a Pillangókisasszonyt, a Parsifalt és a Macbethet, emellett felújította, illetve továbbvitte A rózsalovag és a Figaro házassága operákat.
Az operakarmesteri feladatok mellett nem hanyagolja el a szimfonikus munkásságát sem, ez tükröződik hangfelvételei során is. Szimfonikus koncertjein a világ leghíresebb zenekarait vezényelte, köztük a Berlini és a Bécsi Filharmonikusokat, a Királyi Concertgebouw Zenekart, a Müncheni Filharmonikusokat, a Bécsi Szimfonikus Zenekart, a Londoni Szimfonikus Zenekart, a római Dell′Accademia Nazionale di Santa Cecilia zenekarát, az Orchestra del Maggio Musicale Fiorentinót, a Zürichi Tonhalle Zenekart, az Európai Kamarazenekart, a Mahler Kamarazenekart, az Izraeli Filharmonikus Zenekart, Amerikában a Bostoni, Seattle-i, Dallasi, Detroiti, Chicagói, Clevelandi, Philadelphiai, Washingtoni, Los Angeles-i, New York-i és San Francisco-i Szimfonikus Zenekarokat. Emellett rendszeresen fellép zongoristaként is, kamarazenei koncerteken és dalesteken.

## Felvételei
Válogatás az AllMusic és a Discogs nyilvántartása alapján.
| Megjelenés | Tartalom                                                                  | Közreműködők | Kiadó                           |
| ---------- | ------------------------------------------------------------------------- | --- | ------------------------------- |
| 2003       | Bizet: Carmen (DVD)                                                       | Anne Sophie von Otter, Marcus Haddock, Laurent Naouri, London Philharmonic Orchestra                                                 | Opus Arte                       |
| 2004       | Beethoven: Piano Concertos Nos. 2 & 3 (CD)                                | François-Frédéric Guy, Orchestre Philharmonique de Radio France                                                                      | Naïve                           |
| 2008       | Richard Wagner: Tannhäuser (DVD)                                          | Robert Gambill, Camilla Nylund, Waltraud Meier, Roman Trekel, Stephen Milling, Deutsches Symphonie-Orchester Berlin                  | ArtHaus Musik                   |
| 2008       | Beethoven: Piano Concertos Nos. 1 & 5 (CD)                                | François-Frédéric Guy, Orchestre Philharmonique de Radio France                                                                      | Naïve                           |
| 2010       | Strauss: Eine Alpensinfonie (CD)                                          | Orchestre de l′Opéra national de Paris                                                                                               | Naïve                           |
| 2012       | Wolfgang Amadeus Mozart: Le Nozze di Figaro (BR)                          | Ludovic Tézier, Barbara Frittoli, Ekaterina Siurina, Luca Pisaroni, Karine Deshayes, Orchestre et Chœur de l′Opéra national de Paris | Bel Air Classiques              |
| 2013       | Verdi: Requiem (CD)                                                       | Kristin Lewis, , Violeta Urmana, Piotr Beczala, Ildar Abdrazakov, Orchestre et Chœur de l′Opéra national de Paris                    | Erato                           |
| 2014       | Tchaikovsky: Pathétique (6. szimfónia) (CD)                               | Wiener Symphoniker | Solo Musica                     |
| 2015       | Franz Schubert: Symphonies Nos. 7 „Unfinished” & 8 „The Great” (CD)       | Wiener Symphoniker | Wiener Symphoniker              |
| 2016       | Beethoven: Complete Symphonies (BR)                                       | Paris National Opera Orchestra | ArtHaus Musik                   |
| 2017       | Mussorgsky: Pictures at an Exhibition, Prokofiev: Classical Symphony (CD) | Orchestre de l′Opéra national de Paris                                                                                               | Erato                           |
| 2018       | Wagner: Die Meistersinger von Nürnberg (BR)                               | Klaus Florian Vogt, Michael Volle, Bayreuth Festival Orchestra & Choir                                                               | Deutsche Grammophon             |
| 2019       | Beethoven: Symphonies 6/8 (CD)                                            | Wiener Symphoniker | Wiener Symphoniker              |
| 2019       | Tchaikovsky: The Complete Symphonies (BR)                                 | Paris Opera Orchestra | Arthaus Musik                   |
| 2020       | Brahms: Symphonies (CD)                                                   | Wiener Symphoniker | Solo Musica, Wiener Symphoniker |